# Охотник (Лодзинське воєводство)
Охотник (пол. Ochotnik) — село в Польщі, у гміні Масловиці Радомщанського повіту Лодзинського воєводства.
Населення — 404 особи (2011).
У 1975-1998 роках село належало до Пйотрковського воєводства.

## Демографія
Демографічна структура станом на 31 березня 2011 року:
|          | Загалом | Допрацездатний вік | Працездатний вік | Постпрацездатний вік |
| -------- | ------- | ------------------ | ---------------- | -------------------- |
| Чоловіки | 196     | 28                 | 137              | 31                   |
| Жінки    | 208     | 38                 | 105              | 65                   |
| Разом    | 404     | 66                 | 242              | 96                   |